# Abuso de autoridad
El abuso de autoridad, también conocido como abuso de poder o abuso de funciones, es el uso indebido de una posición de poder para obtener beneficios personales, imponer control sobre otros o causar daño. Este fenómeno puede darse en contextos oficiales, como el ejercicio de funciones gubernamentales o empresariales, pero también en ámbitos no oficiales, como comunidades religiosas, educativas o familiares. En todos los casos, el abuso de autoridad implica una relación jerárquica desigual en la que la persona con mayor poder impone su voluntad de manera arbitraria o injusta sobre aquellos con menor capacidad de defensa o decisión.
En el ámbito institucional, el abuso de autoridad puede manifestarse en forma de corrupción, coerción, prevaricación o uso excesivo de la fuerza. A nivel social, puede presentarse en contextos religiosos, donde líderes utilizan la fe para manipular o someter a sus seguidores, o en entornos familiares y educativos, donde figuras de referencia ejercen un control abusivo sobre quienes dependen de ellos. En todos los casos, este abuso puede generar graves consecuencias psicológicas, sociales y jurídicas, afectando la dignidad y los derechos de las personas involucradas.
Dada su naturaleza, el abuso de autoridad es objeto de regulación legal en muchos países, especialmente en el ámbito de la función pública, donde puede constituir un delito. Sin embargo, en contextos no oficiales, la identificación y prevención de estos abusos depende en gran medida de la sensibilización social y el fortalecimiento de mecanismos de protección y denuncia.

## El abuso de autoridad en la política
El poder que se le obsequia a los políticos y funcionarios públicos de un país es otorgado con el fin de ser utilizado para mejorar el país en todos sus aspectos. Por lo tanto, quien tenga el poder debe identificar cual es el interés común de los ciudadanos, trabajar por el pueblo y realizar obras que ayuden a muchos y que no afecten a nadie. Idealmente se espera que el poder "Siempre" se utilice en beneficio para la totalidad de la sociedad, pero lo que es cierto es que “el poder se ha ejercido desequilibradamente y a favor de quienes ostentan otros poderes en la sociedad.” (Camacho, 2008) Este problema muchas veces es causado por la corrupción, la mayor fuente de problemas en la política y responsable muchas veces del origen del abuso de autoridad pero no el único.
La corrupción es una de las manifestaciones más claras del abandono por parte de quienes ostentan poder político, de la búsqueda del bien común y su situación por la búsqueda del beneficio propio. Casos de corrupción son buenos para demostrar cuando el poder es utilizado para el beneficio del país o cuando es utilizado con interés personales y fines de lucro.
Un hecho que quedó claro entre presidentes y funcionarios públicos es que no se pueden desligar la ética de la política porque cuando eso ocurre “los deberes de la autoridad se transforman en infamias y arbitrariedades.” (Mora & Rodríguez, 2009) El problema que existe actualmente es que la política se impone sobre la ética lo que crea que no exista ningún tipo de equilibrio. En los últimos años, el resentimiento y desilusión hacia la política ha crecido (un hecho históricamente constante) y se puede notar por el incremento de la resistencia civil y la movilización social en los últimos años. [cita requerida] Muchas veces por partes de los políticos se ven “maniobras abusivas en materia del dinero o el poder. Los profesionales de la política son asiduos actores de escándalos políticos.” (Mora & Rodríguez, 2009) 
Para la época en la que se vive ser político o formar parte de la administración pública es sinónimo de corrupción y abuso de poder. Se ha creado una opinión general de que los políticos están pendientes de sus propios intereses y de lucrar con la política, tener una fuente de ingresos con la que pueden vivir sin pasar necesidades. Aunque el abuso de poder no es una característica de todos los políticos ya que existen otros que buscan el bien común del pueblo. Toda la lucha política es una confrontación por el poder y, por ende, por aspirar a controlar el monopolio legítimo de la violencia.
El poder de la ley es de quien viene siendo el jefe  en su gestión actos contrarios a los deberes que le impone la ley, por lo que aflige la libertad de las personas, las intimida o de cualquier manera les causa burlas (Humillación), agravios morales o materiales. En sentido estricto, se entiende como el delito doloso que comete el que actuando en calidad de funcionario público dictare resoluciones u órdenes contrarias a las Constituciones o leyes nacionales o provinciales o ejecutar las órdenes o resoluciones de esta clase existentes o no ejecutare las leyes cuyo cumplimiento le incumbiere. El sujeto pasivo de este delito es la administración pública, y no es necesario que se le haya causado un daño material.
Este delito tiene varios subtipos entre los que cabe destacar:
- Prevaricación
- Cohecho
- Tráfico de influencias
- Malversación de fondos públicos
- Corrupción política